# هنری شروین
هنری شروین(به انگلیسی: Sherwin-Williams) (۱۸۴۲–۱۹۱۶) تاجر آمریکایی و یکی از بنیانگذاران شرکت شروین-ویلیامز است. وی متولد بالتیمور ورمانت در ایالات متحده آمریکا بود و در سال ۱۸۶۶ میلادی به همراه ادوارد ویلیامز شرکت شروین-ویلیامز را تاسیس کردند که تاکنون به همین نام باقی مانده است.